# Lots of Nothing
"Lots of Nothing" es una canción de la banda australiana de indie rock Spacey Jane, lanzada a través de su propio sello discográfico y AWAL el 24 de junio de 2021 como sencillo principal de su próximo segundo álbum de estudio Here Comes Everybody (2022).
"Lots of Nothing" alcanzó el puesto 34 en ARIA Singles Chart, el número 36 en NZ Top 40 Hot Singles Chart, ocupó el puesto 3 en los Hottest 100 de 2021 de la emisora juvenil nacional australiana Triple J y fue nominado a "Obra de Rock Más Interpretada" en los Premios APRA de 2022. El 10 de enero de 2023 se lanzó un remix de la canción con Benee. En 2024, "Lots of Nothing" recibió la certificación doble disco de platino por parte de la Asociación Australiana de la Industria Discográfica por vender 140.000 unidades.

## Antecedentes
El 8 de junio de 2020, el líder Caleb Harper reveló que casi habían terminado de escribir su segundo álbum. El 16 de junio de 2021, la banda renovó su contrato discográfico global con AWAL.
Spacey Jane estrenó por primera vez "Lots of Nothing" durante una actuación en el Fremantle Arts Centre en su "Sunlight Tour" el 5 de mayo de 2021. Durante un concierto en el Enmore Theatre de Sydney el 2 de junio, la banda reveló que lanzarían nueva música "el próximo mes". El 24 de junio, Harper apareció en el programa Bryce & Ebony de Triple J, donde estrenó la canción, que fue el primer lanzamiento de la banda desde que lanzó su aclamado álbum debut, Sunlight (2020). "Lots of Nothing" fue lanzado ese mismo día, como el sencillo principal de su segundo álbum de estudio.

## Grabación
Escrita e interpretada por los cuatro miembros de la banda: Caleb Harper, Ashton Hardman-Le Cornu, Kieran Lama y Peppa Lane, "Lots of Nothing" fue grabada y mezclada por Dave Parkin en Blackbird Sound Studio y masterizada por Brian Lucey en Magic Garden Mastering. La canción fue escrita durante un descanso de la gira, que se produjo como resultado del impacto de la pandemia de COVID-19 en la industria musical.

## Composición
Caleb Harper, el líder de la banda, describió "Lots of Nothing" como un tema sobre "luchar con las partes de ti mismo que no te gustan y cómo puedes ver esos rasgos como una persona completamente diferente. Se trata de tratar de aceptar todas las partes de ti mismo, bueno y malo, antes de que puedas trabajar en la persona que quieres llegar a ser."
Musicalmente, "Lots of Nothing" es una canción de indie rock "llena de enérgicos riffs de batería y guitarra", con un "[estribillo] doloroso pero pegadizo". Tina Benítez-Eves de American Songwriter escribió que la canción "continúa la narrativa [de la banda] sobre las complejidades de las relaciones y la lucha contra la salud mental, a través de una lente más inocente". Arun Kendall de Backseat Mafia dijo que la pista era "una belleza brillante, dichosa y tintineante de una pista llena de anhelo y vulnerabilidad".

## Remix con Benee
El 10 de enero de 2022, Spacey Jane lanzó un remix de "Lots of Nothing" con la cantante neozelandesa Benee. Es la primera pista de la banda con un artista destacado. Tras su liberación, Harper escribió: "Es genial ver cómo una canción que escribí hace más de dos años cobra nueva vida de esta manera". Musicalmente, la pista presenta a Benee interpretando un verso ella misma y proporcionando voces de fondo en el primer verso, coro y puente del original.